# District de Vyškov
Le district de Vyškov (en tchèque : okres Vyškov) est un des sept districts de la région de Moravie-du-Sud, en Tchéquie. Son chef-lieu est la ville de Vyškov.

## Liste des communes
Le district compte 79 communes, dont 5 ont le statut de ville (město, en gras) et 3 celui de bourg (městys, en italique) :
Bohaté Málkovice •
Bohdalice-Pavlovice •
Bošovice •
Brankovice • 
Bučovice •
Chvalkovice •
Dětkovice •
Dobročkovice •
Dražovice •
Drnovice •
Drysice •
Habrovany •
Heršpice •
Hlubočany •
Hodějice •
Holubice •
Hostěrádky-Rešov •
Hoštice-Heroltice •
Hrušky •
Hvězdlice •
Ivanovice na Hané •
Ježkovice •
Kobeřice u Brna •
Kojátky •
Komořany •
Kozlany •
Kožušice •
Krásensko •
Křenovice •
Křižanovice •
Křižanovice u Vyškova •
Kučerov •
Letonice •
Lovčičky •
Luleč •
Lysovice •
Malínky •
Medlovice •
Milešovice •
Milonice •
Moravské Málkovice •
Mouřínov •
Němčany •
Nemochovice •
Nemojany •
Nemotice •
Nesovice •
Nevojice •
Nížkovice •
Nové Sady •
Olšany •
Orlovice •
Otnice •
Podbřežice •
Podivice •
Podomí •
Prusy-Boškůvky •
Pustiměř •
Račice-Pístovice •
Radslavice •
Rašovice •
Rostěnice-Zvonovice •
Rousínov •
Ruprechtov •
Rybníček •
Šaratice •
Slavkov u Brna •
Snovídky •
Studnice •
Švábenice •
Topolany •
Tučapy •
Uhřice •
Vážany nad Litavou •
Vážany •
Velešovice •
Vyškov •
Zbýšov •
Zelená Hora

## Principales communes
Population des principales communes du district au 1er janvier 2024 et évolution depuis le 1er janvier 2023 :
| Vyškov            | 20 883 | en augmentation |
| Slavkov u Brna    | 7 169  | en stagnation   |
| Bučovice          | 6 891  | en augmentation |
| Rousínov          | 5 962  | en augmentation |
| Ivanovice na Hané | 2 977  | en diminution   |
| Drnovice          | 2 368  | en diminution   |
| Křenovice         | 2 057  | en augmentation |
| Pustiměř          | 1 945  | en augmentation |
| Holubice          | 1 766  | en augmentation |
| Otnice            | 1 591  | en augmentation |
| Letonice          | 1 382  | en diminution   |